# Białka (Sasino)
Białka – część wsi Sasino w Polsce, położona w województwie pomorskim, w powiecie wejherowskim, w gminie Choczewo, na obszarze Pobrzeża Kaszubskiego. Nie posiada sołtysa, należy do sołectwa Sasino.
W latach 1975–1998 Białka administracyjnie należała do województwa gdańskiego.